# Favipiravir
Favipiravir, komerční označení T-705, Avigan, favilavir je antivirotikum vyvinuté japonskou firmou Toyama Chemical (filiálka Fujifilm group), které je účinné proti RNA virům. Stejně jako v případě jiných látek s podobným účinkem (T-1105 a T-1106) jde o derivát pyrazinkarboxamidu. Při testování na zvířatech byl favipiravir účinný proti virům chřipky (Orthomyxoviridae), západonilské horečky, žluté zimnice (Flaviviridae), slintavky a kulhavky (Picornaviridae), horečce riftového údolí (Phlebovirus) a dále Arenaviridae, Bunyaviridae, enterovirům. Méně účinný je proti viru Zika nebo viru vztekliny.

## Mechanismus účinku
Favipiravir funguje jako selektivní a účinný inhibitor virové RNA-dependentní RNA-polymerázy (RdRP). Předpokládá se, že je metabolizován na favipiravir-ribofuranosyl trifosfát (T-705 RTP), který je analogem adenosinu a guaninu. Virová RdRP ho využije jako substrát syntézy a T-705 RTP tím zablokuje katalytickou doménu enzymu. Jiný výzkum naznačuje, že způsobuje transverzi RNA nukleotidů (puriny na pyrimidiny a naopak) a tím indukuje letální mutace virové RNA.
Klíčovou roli v aktivačním procesu antivirotika hraje lidská hypoxantin-guanin fosforibosyltransferáza (HGPRT). Favipiravir neinhibuje syntézu lidské RNA nebo DNA a není toxický pro lidské buňky.

## Testování v praxi
Favipiravir byl v Japonsku roku 2014 schválen pro léčbu virových onemocnění, zejména v případech, kdy byl neúčinný přípravek Tamiflu. Schvalování se protahovalo od roku 2011 poté, co se na zvířecích modelech objevil potenciálně teratogenní efekt favipiraviru na embrya a užití bylo pozastaveno. V USA byla pod dohledem Úřadu pro kontrolu potravin a léčiv v březnu 2015 dokončena 3. fáze klinického testování při léčbě chřipky.
V roce 2014 byl během epidemie eboly v západní Africe testován při léčbě eboly. Předběžné výsledky ukázaly snížení míry úmrtnosti u pacientů s nižší koncentrací viru v krvi, ale žádný účinek nenastal u skupiny s vyšší koncentrací viru, více ohrožené úmrtím. Koncepci studie a nedostatečnost v interpretaci dat kritizoval epidemiolog Scott Hammer s dalšími vědci za užití pouhého přístupu historické kontroly, bez porovnání léčené a neléčené skupiny.
Favipiravir se jeví jako širokospektrální antivirotikum a mohl by být využit k léčbě vzácných nebo nově vzniklých virových infekcí. V únoru 2020 byl Favipiravir testován ve Wu-chanu a Šen-čenu v Číně. Podle čínských vědců se ukázal jako účinný lék na covid-19, byl v Číně doporučen pro léčbu a byla proto spuštěna jeho výroba pro kterou čínský výrobce získal licenci v roce 2016 (základní dvacetiletá ochrana patentu vypršela v roce 2019 – generické produkty se připravují v Indii, a také v Rusku a na Ukrajině).